# 小行星14225
小行星14225（14225 Alisahamilton）是一颗绕太阳运转的小行星，为主小行星带小行星。该小行星于1999年12月7日发现。

## 轨道参数
小行星14225的轨道半长轴为2.3517708 UA，离心率为0.227。